# Las Sabinas
Las Sabinas är en ort i Mexiko.   Den ligger i kommunen Citlaltépetl och delstaten Veracruz, i den sydöstra delen av landet, 250 km nordost om huvudstaden Mexico City. Las Sabinas ligger 227 meter över havet och antalet invånare är 1 167.
Terrängen runt Las Sabinas är varierad. Runt Las Sabinas är det ganska glesbefolkat, med 23 invånare per kvadratkilometer. Närmaste större samhälle är Tamalín, 7,5 km öster om Las Sabinas. I omgivningarna runt Las Sabinas växer i huvudsak städsegrön lövskog.